# Pinella Passaro
Pinella Passaro (...) è una stilista e personaggio televisivo italiana, direttrice artistica della maison Passaro.
Specializzata nella moda sposa, è diventata nel 2013 la prima stilista italiana ad avere avuto una rubrica fissa dedicata alle sue creazioni nel programma televisivo Detto fatto in onda su RaiDue.

## Biografia
Nel 1975 ha cominciato ad occuparsi del settore sposa dell'azienda di famiglia Passaro che è nata originariamente come negozio di tessuti pregiati nel 1890 a Cava de' Tirreni. Nel 1990 apre il suo primo Atelier dedicato esclusivamente all'Haute Couture Sposa, uno dei primi in Italia dedicato al settore. A questo negli anni successivi si sono aggiunti altri sette atelier nella stessa area.
Ha realizzato nel 2011 i due abiti da sposa per il matrimonio dell'allora ministro in carica Mara Carfagna. e dal 2013 la stilista ha una rubrica fissa dedicata alla moda sposa nel programma televisivo Detto fatto in onda su Rai2 nel primo pomeriggio, programma che ha contribuito alla sua fama nazionale. Nel 2019 è la vincitrice del prestigioso Premio Margutta che l'ha insignita del titolo stilista dell'anno.

## Pubblicazioni
- Pinella Passaro e Giovanni Ciacci, Il velo fa Sposa. Come organizzare il matrimonio perfetto, Milano, Centauria, 2017.